# Église catholique au Nigeria
L'Église catholique au Nigeria est une minorité au Nigeria, où les catholiques sont environ 18 millions. Beaucoup d'entre eux vivent dans l'Ouest du pays, dont une grande partie des Igbo. Ils font l'objet de persécutions, se traduisant notamment par des destructions d'églises. Le cardinal Francis Arinze est originaire du Nigeria. 

## Historique
C'est en 1884 qu'arrivèrent, dans le Delta du Niger, les premiers prêtres évangélisateurs des Missions Africaines de Lyon. Ils furent suivis, en 1889, par les Pères du Saint-Esprit qui, eux, se basèrent dans la région du Biafra. À partir de là et au travers leurs voyages, les missionnaires enseignèrent la foi catholique aux différents peuples nigérians. C'est à l'époque de Mgr Paul Pellet (1859-1914) que le P. Aimé Simon entreprit en 1902 la construction de la cathédrale de la Sainte-Croix de Lagos.
Finalement, le 11 avril 1961, le pape Jean XXIII proclama officiellement la Vierge Marie « sainte patronne du Nigeria » (avec pour titre exact de « Reine du Nigeria »). Le même jour, saint Patrick fut désigné protecteur secondaire du pays.

## Liste des diocèses
- Archidiocèse d'Abuja
  - Diocèse d'Idah
  - Diocèse de Lafia
  - Diocèse de Lokoja
  - Diocèse de Makurdi
  - Diocèse d'Otukpo
  - Diocèse de Gboko (en)
  - Diocèse de Katsina-Ala (en)

- Archidiocèse de Benin City
  - Diocèse d'Auchi
  - Diocèse de Bomadi
  - Diocèse d'Issele-Uku
  - Diocèse d'Uromi
  - Diocèse de Warri

- Archidiocèse de Calabar
  - Diocèse d'Ikot Ekpene
  - Diocèse d'Ogoja
  - Diocèse de Port Harcourt
  - Diocèse d'Uyo

- Archidiocèse d'Ibadan
  - Diocèse d'Ekiti
  - Diocèse d'Ondo
  - Diocèse d'Osogbo
  - Diocèse d'Oyo

- Archidiocèse de Jos
  - Diocèse de Bauchi
  - Diocèse de Jalingo
  - Diocèse de Maiduguri
  - Diocèse de Shendam
  - Diocèse de Yola

- Archidiocèse de Kaduna
  - Diocèse d'Ilorin
  - Diocèse de Kafanchan
  - Diocèse de Kano
  - Diocèse de Minna
  - Diocèse de Sokoto
  - Diocèse de Zaria

- Archidiocèse de Lagos
  - Diocèse d'Abeokuta (en)
  - Diocèse d'Ijebu-Ode (en)

- Archidiocèse d'Onitsha
  - Diocèse d'Abakaliki
  - Diocèse d'Awgu
  - Diocèse d'Awka
  - Diocèse d'Enugu
  - Diocèse de Nnewi
  - Diocèse de Nsukka

- Archidiocèse d'Owerri
  - Diocèse d'Aba (en)
  - Diocèse d'Ahiara (en)
  - Diocèse d'Okigwe (en)
  - Diocèse d'Orlu (en)
  - Diocèse d'Umuahia (en)

## Liste des vicariats apostoliques
- Vicariat apostolique de Kontagora

## Traditionalisme
La branche traditionaliste de l'Église catholique existe aussi au Nigeria et est incarnée par la présence de la Fraternité sacerdotale Saint-Pie-X, avec le prieuré Saint-Michel à Enugu, mais aussi par la présence de la Fraternité sacerdotale Saint-Pierre avec la chapelle Nne Enyemaka à Umuaka (État d'Imo).

## Autres
- Cyprien Tansi